# Svartvallssjön
Svartvallssjön är en sjö i Ljusdals kommun i Hälsingland och ingår i Ljusnans huvudavrinningsområde. Sjön har en area på 0,711 kvadratkilometer och ligger 217 meter över havet.

## Delavrinningsområde
Svartvallssjön ingår i det delavrinningsområde (684718-150551) som SMHI kallar för Mynnar i 684801-150192. Medelhöjden är 241 meter över havet och ytan är 10,14 kvadratkilometer. Det finns inga avrinningsområden uppströms utan avrinningsområdet är högsta punkten. Vattendraget som avvattnar avrinningsområdet har biflödesordning 5, vilket innebär att vattnet flödar genom totalt 5 vattendrag innan det når havet efter 143 kilometer. Avrinningsområdet består mestadels av skog (78 procent). Avrinningsområdet har 0,71 kvadratkilometer vattenytor vilket ger det en sjöprocent på 7 procent.